# Владислав Коздра
Владислав Коздра (пол. Władysław Kozdra; 1 січня 1920, Висока Стрижовська, Львівське воєводство, Друга Річ Посполита — 12 вересня 1986, Кошалін, ПНР) — польський комуністичний політик, член ЦК ПОРП перший секретар Люблінського та Кошалінського воєводських комітетів, заступник міністра лісового господарства та деревообробної промисловості ПНР. Провадив ортодоксальний політичний курс. Усунений з посади та виключений з ПОРП за велике розкрадання.

## З ППС до ПОРП
Народився у селянській сім'ї з гміни Стрижів. З підліткового віку працював муляром на будівництві, на цегельному заводі, навчився слюсарної справи. Перейнявся лівими поглядами, з 1937 року до початку Другої світової війни перебував у ПСП. Під час нацистської окупації воював у Гвардії Людової й Армії Людової. У 1943 році вступив до компартії ПРП, з 1948 — ПОРП.
У 1944—1945 роках Владислав Коздра — перший секретар Стрижівського гмінного комітету ПРП. У 1945—1947 роках — перший секретар Жешувського повітського комітету. У 1948 році — секретар з оргструктури Жешувського воєводського комітету ПОРП. З 1949 до 1951 рік пройшов навчання у Партійній школі при ЦК ПОРП. З 1951 року — функціонер апарату ЦК ПОРП, обіймав посаду заступника завідувача сільськогосподарського відділу. У 1956—1971 року — перший секретар Люблінського воєводського комітету ПОРП. З 1959 року — член ЦК ПОРП. У 1956—1972 та 1976—1985 року — депутат сейму ПНР.

## У політичному протиборстві

### За Гомулки
Спочатку Владислав Коздра дотримувався ортодоксально-сталінської лінії, характерної для правління Болеслава Берута. До кінця своєї політичної кар'єри він розглядався як типовий представник «партійного бетону». Однак у 1956 році Коздра прийняв «гомулківську відлигу», що дозволило зберегти позиції у партапараті. У внутрішньопартійному протиборстві підтримував сталінську фракцію «натолінців» і націонал-комуністичну фракцію «партизан». Був противником члена Політбюро ЦК ПОРП Романа Замбровського, який асоціювався із єврейським впливом у партії. У 1961 році Коздра критикував Замбровського в бесіді з радянським послом Петром Абрасимовим.
Під час політичної кризи 1968 року Владислав Коздра приєднався до антисемітської кампанії, але точно зафіксував момент гальмування: діставши сигнал від секретаря ЦК Зенона Клишка, він заявив, що «польський націоналізм небезпечніший за сіонізм».
Жорстку партійно-номенклатурну позицію зайняв Коздра під час робітничих протестів 1970—1971 років. Страйкарів Балтійського узбережжя він назвав «покидьками суспільства». У Любліні грудня 1970 року не було великих хвилювань, але воєводський комітет ПОРП перебував у великій нервозності. Служба безпеки інформувала про поширення листівок, настінних написів, закликів провести мітинг 20 грудня, «страйкувати та боротися», скидати ПОРП й уряд, звільнити Польщу від радянської окупації, про вигуки на кшталт «знищимо червону буржуазію!» було профілактовано 227 осіб, затримано 48 «політичних ворожих» і 133 «кримінальних елементи». 117 об'єктів з воєводства взято під військову охорону, на допомогу міліції та ЗОМО мобілізовано 10 тисяч партійних активістів і формування ОРМО. Воєводський комітет організував на люблінських заводах збори та резолюції проти «бандитської й анархістської нечисті». При цьому Коздра висловлював розчарування та роздратування пасивністю членів партії.

### За Герека
Події 1970—1971 років призвели до відставки партійного керівництва. Владислава Гомулку на посаді першого секретаря ЦК ПОРП змінив Едвард Герек. Владислава Коздру перемістили з партійної посади в Любліні на посаду заступника міністра лісового господарства та деревообробної промисловості — що було явним зниженням. Проте вже у 1972 році Коздра повернувся в партапарат й обійняв посаду першого секретаря Кошалінського воєводського комітету ПОРП. Спостерігачі розцінили повернення «гомулківського кадру» як свідчення ще не зміцнілих позицій Герека.
Поступово Коздра зумів налагодити контакт із самим Гереком та у його близькому оточенні. Наприклад, йому вдавалося неформально розв'язували питання про постачання свого регіону вугіллям, приватно звертаючись до Здзислава Грудзеня — «як Владек до Здзислава».
Коздра сформував неформальне коло впливу, до якого входили, зокрема, перший секретар Слупського воєводського комітету ПОРП Станіслав Мах, Кошалінський віцевоєвода та Слупський воєвода Ян Стемпень, член Держради ПНР Вінсенти Краско. Місцем неформальних контактів був мисливський будиночок Коздри у торфо-болотному заповіднику Яневицьке поблизу міста Славно. Ця місцевість у побуті називалася «Kozdrówka» (хоча сам Коздра бував там нечасто).

## Відставка
Кар'єра Владислава Коздри перервалася у 1980 році. Він вороже сприйняв страйковий рух та створення незалежної профспілки Солідарність. Стояв на позиціях ортодоксального «бетону». Водночас Коздра спробував відмежуватися від поваленого Герека та різко критикував його. Якщо у січні 1980 року він дякував першому секретарю ЦК за віншування з днем народження, то у жовтні того ж року заявляв, що давно та різко критикував Герека і навіть викликав у нього страх своєю безкомпромісною принциповістю.
За результатами перевірки Верховної контрольної палати його звинуватили у розкраданнях на загальну суму 750 тисяч злотих. Після чого знято з секретарської посади та на IX з'їзді ПОРП у липні 1981 року виведено зі складу ЦК. Воєводська організація виключила Коздру з ПОРП. Центральна комісія партконтролю зняла звинувачення та скасувала виключення, але в політику Коздра вже не повернувся. У протистоянні ПОРП із профспілкою Солідарність участі не брав.
Помер Владислав Коздра у віці 66 років. Його політична біографія розглядається як типова для комуністичної еліти ПНР.
Брат Владислава Коздри Юзеф Коздра був генералом громадянської міліції, Бидгощським воєводським комендантом у 1975—1990 роках, активним учасником Бидгощської провокації.